# Diario Més
El diario Més es un diario de distribución gratuita de información regional en catalán con edición en Campo de Tarragona y Bajo Panadés.
Anteriormente, el diario Més tuvo varias ediciones en Tarragona, el Ebro, Reus y la Costa Dorada. El periódico, que nació en 2004 del Grupo 100% Comunicación, se ha distribuido en las comarcas del Alto Campo, Bajo Campo, Bajo Panadés y Tarragonés. Se publica todos los días laborables del año, de lunes a viernes.
El primer director fue Carles Magrané Unda, procedente del diario El Punt, al que sustituyó Carles Abelló en 2006. En marzo de 2014 celebró su décimo aniversario con un acto en el Casino de Tarragona con el secretario de Comunicación del Gobierno, Josep Martí; el presidente de la Diputación de Tarragona y alcalde de Vilaseca, Josep Poblet, y el director general de Tamediaxa, empresa editora del diario, Carles Abelló.